# Viktor Budinský
Viktor Budinský (* 9. května 1993 Banská Štiavnica) je slovenský profesionální fotbalový brankář, který chytá za český klub FK Pardubice. Je také bývalým slovenským mládežnickým reprezentantem.

## Klubová kariéra
Svoji fotbalovou kariéru začal v FK Dukla Banská Bystrica, kde se postupně přes mládež dostal v roce 2012 do prvního týmu. V něm se ale výrazněji neprosadil a 1. ledna 2015 přestoupil do českého druholigového celku FC Vlašim. Ve Vlašimi svedl úspěšný souboj o pozici brankářské jedničky s českým mládežnickým reprezentantem Vojtěchem Vorlem.
Díky neoficiálnímu spojení mezi Spartou Praha a Vlašimí doporučil Budinského trenér Martin Hašek právě Spartě. Ve druhé polovině července 2016 se tak Budinský stal brankářem AC Sparta Praha. Trénoval s prvním týmem, ale při stávajícím brankářském stavu (David Bičík, Marek Štěch, Miroslav Miller a Tomáš Koubek) neměl větší šanci se okamžitě prosadit, proto se Sparta rozhodla hráče poslat na hostování. 
Kvůli odchodu Zdeňka Zlámala z Bohemians Praha 1905 do Turecka se o služby talentovaného slovenského brankáře přihlásil právě vršovický klub. 5. srpna 2016 přišel na hostování do celku Bohemians Praha 1905, kde se stal brankářskou jedničkou před Tomášem Fryštákem. V zimní pauze sezóny 2016/17 si jej Sparta stáhla z hostování v Bohemians 1905 zpět do svých řad. Za Bohemku odehrál 13 ligových zápasů a čtyřikrát udržel čisté konto (= neinkasoval v utkání branku).
V únoru 2017 měl odejít na další hostování, tentokrát do mužstva FK Mladá Boleslav. Za Mladou Boleslav však chytat nemohl, neboť by byl býval v sezóně 2016/17 (od 1. července 2016 do 30. června 2017) zaregistrován ve čtyřech klubech (Vlašim, Sparta, Bohemians 1905 a Ml. Boleslav), legislativa však povoluje registraci pouze ve třech a ostrý start ve dvou týmech. Budinský se vrátil do Sparty, v české lize však nechytal.
V červenci 2017 odešel na roční hostování do Bohemians Praha 1905, kde již působil v podzimní části sezóny 2016/17.
V únoru 2018 podepsal s FC Baník Ostrava smlouvu na 4,5 roku.

## Reprezentační kariéra
Viktor Budinský si v březnu 2013 zachytal v jednom utkání za slovenskou reprezentaci U21 proti Slovinsku U21, zápas vyhrála slovinská jednadvacítka 2:1. Budinský odchytal celých 90 minut.